# Cal Teixeta
Cal Teixeta és una masia situada al municipi de Castellnou de Bages, a la comarca catalana del Bages.